# Brenda Costa Rica
Brenda Costa Rica San Pedro (18 de agosto de 1995) es una deportista mexicana que compite en taekwondo. Ganó tres medallas en el Campeonato Panamericano de Taekwondo entre los años 2018 y 2024.

## Palmarés internacional
| Campeonato Panamericano | Campeonato Panamericano  | Campeonato Panamericano | Campeonato Panamericano |
| Año                     | Lugar                    | Medalla                 | Categoría               |
| ----------------------- | ------------------------ | ----------------------- | ----------------------- |
| 2018                    | Spokane (Estados Unidos) | Medalla de bronce       | –46 kg                  |
| 2021                    | Cancún (México)          | Medalla de plata        | –46 kg                  |
| 2024                    | Río de Janeiro (Brasil)  | Medalla de oro          | –46 kg                  |